# The Works Tour
A The Works Tour a Queen együttes 1984. augusztus 24-étől 1985. május 15-éig tartó turnéja, amely a The Works albumot népszerűsítette. Összesen 47 koncertet adtak, közel felét Európában, de felléptek a Dél-afrikai Köztársaságban, a Rock in Rio fesztiválon Brazíliában, valamint játszottak Ausztráliában, Új-Zélandon és Japánban is.
A dél-afrikai koncertsorozat miatt rengeteg kritika érte az együttest, mivel az apartheid rendszer miatt az ország kulturális tiltólistán volt világszerte. A Rock in Rio fellépésről kiadták a Live in Rio koncertfilmet, az együttes utolsó japán turnéjáról pedig a Final Live in Japan videót.

## Szakaszok

### Európa (1984. augusztus–szeptember)
Hiába jelent meg a The Works album 1984 februárjának végén, a világ körüli lemezbemutató turné csak fél évvel később, augusztusban indult el. Addig mindössze Svájcban, a négynapos Montreux-i Arany Rózsa fesztiválon lépett fel a Queen május 12-én, ahol négy számot adtak elő az új albumról playbackkelve. A playback nem a Queen stílusa, Mercury nyilvánvalóvá is tette, hogy nem élőben énekel, de a fesztivál hatalmas reklámértékkel bírt az album számára a televíziós közvetítésnek köszönhetően.  A turné kezdetéig a tagok saját projektjeikkel foglalkoztak. Mercury első szólólemezének (Mr. Bad Guy) dalain dolgozott Münchenben a tavasz folyamán,  júniusban pedig Roger Taylor kiadta második szólóalbumát (Strange Frontier).
1984 nyarán már Münchenben próbált a zenekar a közelgő turnéra. A Bavaria Filmstúdióban felállított színpadon gyakorolták össze a programot és állították össze a színpadképet, ami a Radio Ga Ga klipjéhez hasonlóan Fritz Lang 1927-es klasszikus filmjének, a Metropolisnak a hangulatát idézte, hatalmas forgó fogaskerekekkel a színpad két oldalán.  A turné első állomása augusztus 24-én Belgium fővárosa, Brüsszel volt. A nyitó koncert délutánján a Forest National stadionban a Hammer to Fall klipjéhez szánt jeleneteket vette fel a zenekar, amit aztán később az esti koncert közönségképeivel vágtak össze.  A brüsszeli bemelegítés után írországi és angliai dátumok következtek: Dublinban két, Birminghamben három, Londonban négy koncertet adtak. Korábban egy-egy országban több nagyvárost is útba ejtett egy Queen-turné, ezzel ellentétben a The Works Tour során inkább egymás után többször felléptek egy adott helyszínen. Az ír és angol dátumokon a Queent a General Public nevű new wave zenekar kísérte el, melyet az előző év végén feloszlott ska/post-punk The Beat együttes két korábbi zenésze alapított.

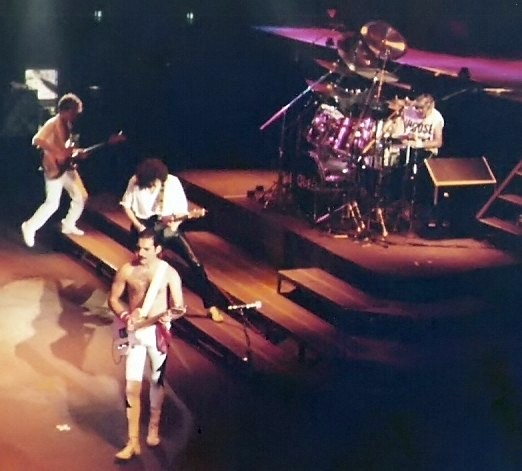
Frankfurt, 1984. szeptember 26.

A Queen az előző turnéhoz képest alaposan felforgatta a koncertprogramot. Az intrót az új lemezről a Machines dal alapjai és effektjei szolgáltatták, majd a szintén új szerzemény Tear It Up indította be a bulit. Több dal is bekerült a műsorba a The Works albumról: a Tear It Up mellett az It’s a Hard Life, az Is This the World We Created..?, a Hammer To Fall, a Radio Ga Ga és az I Want to Break Free. Utóbbi kettő már korábban megjelent kislemezen, a Hammer to Fall pedig az Európa-turné közben, szeptember 10-én.  Szintén újdonság volt, hogy Brian May megszokott gitárszólója mellett az egész turnén állandó kisegítőként közreműködő Spike Edney szintetizátorszólója is színesítette a programot. Meglepetésként sok régi számot újra elővettek erre a turnéra, melyek pályafutásuk kezdetén állandóan műsoron voltak, mint például a Liar, a Keep Yourself Alive, a Seven Seas of Rhye, a Stone Cold Crazy, vagy a Great King Rat. Kikerültek viszont olyan dalok, melyek évek óta a koncertprogram állandó részei voltak: Play the Game, Get Down, Make Love, Save Me, Fat Bottomed Girls. Dublinban mindkét este a God Save the Queen helyett az A Day at the Races lemez outrójával zárták a koncertet, ahogy máskor is Írországban, tekintettel az írek nemzeti érzelmeire. Freddie Mercury a londoni koncerteken használta először színpadon az I Want To Break Free klipjében is látható műmelleket és női parókát, és mivel a közönségnek bejött, azután a többi európai fellépésen is a műsor része lett.  Szeptember 7-én, a harmadik londoni koncerten a ráadásban Rick Parfitt, a Status Quo gitárosa is csatlakozott a Queenhez a Jailhouse Rock előadásában.
Szeptember 11-én Dortmundban már újra a kontinensen játszott a zenekar. Az Európa-turné további részén már az elsőlemezes Airrace nevű brit heavy metal együttes volt az előzenekar, melyben a Led Zeppelin dobos fia, Jason Bonham dobolt. Dortmundból a Queen Milánóba utazott, hogy az együttes történetében először Olaszországban koncertezzenek két egymást követő estén. Szeptember 22-én Hannoverben a koncert második felében, a Hammer to Fall előadása közben Freddie Mercury megcsúszott a színpadon és kibicsaklott a térde. Hogy a koncertet ne kelljen teljesen félbeszakítani, segítői a zongorához ültették, ahonnan még a hátralévő hét dalból a három legnagyobb slágert (Bohemian Rhapsody, We Will Rock You, We Are The Champions) még eljátszotta, elénekelte. A koncert utáni röntgenvizsgálat nem mutatott törést, így a turné folytatódhatott. A térdsérülés előzménye egy korábbi baleset volt, ami a müncheni New York nevű éjszakai bárban történt Mercuryval ’84 májusában, amikor barátaival szórakozott és kirúgták a lábát. A tréfa következményeként akkor combközéptől bokáig begipszelték.
Szeptember végéig további négy nyugat-német koncert mellett felléptek Hollandiában, Franciaországban, Brüsszelben is újra, a turné európai szakaszát pedig két bécsi fellépés zárta.
| Dátum                | Ország             | Város      | Helyszín                         |
| -------------------- | ------------------ | ---------- | -------------------------------- |
| 1984. augusztus 24.  | Belgium            | Brüsszel   | Forest National                  |
| 1984. augusztus 28.  | Írország           | Dublin     | RDS Simmons Hall                 |
| 1984. augusztus 29.  | Írország           | Dublin     | RDS Simmons Hall                 |
| 1984. augusztus 31.  | Egyesült Királyság | Birmingham | National Exhibition Centre       |
| 1984. szeptember 1.  | Egyesült Királyság | Birmingham | National Exhibition Centre       |
| 1984. szeptember 2.  | Egyesült Királyság | Birmingham | National Exhibition Centre       |
| 1984. szeptember 4.  | Egyesült Királyság | London     | Wembley Arena                    |
| 1984. szeptember 5.  | Egyesült Királyság | London     | Wembley Arena                    |
| 1984. szeptember 7.  | Egyesült Királyság | London     | Wembley Arena                    |
| 1984. szeptember 8.  | Egyesült Királyság | London     | Wembley Arena                    |
| 1984. szeptember 11. | Németország        | Dortmund   | Westfalenhalle                   |
| 1984. szeptember 14. | Olaszország        | Milánó     | Sports Palace                    |
| 1984. szeptember 15. | Olaszország        | Milánó     | Sports Palace                    |
| 1984. szeptember 16. | Németország        | München    | Olympiahalle                     |
| 1984. szeptember 18. | Franciaország      | Párizs     | Palais Omnisports de Paris-Bercy |
| 1984. szeptember 20. | Hollandia          | Leiden     | Groenoordhallen                  |
| 1984. szeptember 21. | Belgium            | Brüsszel   | Forest National                  |
| 1984. szeptember 22. | Németország        | Hannover   | Europahalle                      |
| 1984. szeptember 24. | Németország        | Berlin     | Deutschlandhalle                 |
| 1984. szeptember 26. | Németország        | Frankfurt  | Festhalle                        |
| 1984. szeptember 27. | Németország        | Stuttgart  | Schleyerhalle                    |
| 1984. szeptember 29. | Ausztria           | Bécs       | Wiener Stadthalle                |
| 1984. szeptember 30. | Ausztria           | Bécs       | Wiener Stadthalle                |

### Dél-Afrika (1984. október)
A Queen nagy kockázatot vállalt a Dél-Afrikába szervezett koncertekkel. Az ENSZ ugyanis kulturális bojkottot hirdetett a dél-afrikai apartheid rezsim ellen, ami mellé a brit zenészszakszervezet is odaállt. Ennek ellenére a zenekar és a menedzsment úgy döntött, hogy két hét alatt tizenegyszer lépnek fel a Las Vegas mintájára felépített dél-afrikai kaszinóvárosban, Sun Cityben. Már az október 5-i első koncerten is problémák voltak Freddie Mercury torkával, de végigcsinálta a koncertet. Az orvos tanácsai ellenére a másnapi fellépést is végigjátszották, de október 7-én, a harmadik előadáson 30 perc után Mercury hangja teljesen elment. A koncertet félbe szakították, a zenekar nem is tért vissza a színpadra. A következő két napra tervezett fellépéseket lemondták. Mercury pedig kezelést kapott a hangszálain kialakult csomók miatt. A koncertsorozatot október 12-én folytatták. Három előadás után három nap szünet következett, majd újabb három előadás. A műsor csupán annyiban változott az Európa-turnén játszott programhoz képest, hogy elhagyták a Stone Cold Crazy/Great King Rat egyveleget és a hangszeres szólókat, cserébe több közös improvizációt illesztettek be.
A koncertsorozat végeztével az Angliába visszatérő zenekart rengeteg támadás érte. Egyrészt a bojkott megszegéséért, másrészt azért, mert hiába léptek fel vegyes etnikumú közönség előtt, tehát nem csak a fehér kisebbségnek játszottak, viszont a borsos jegyárakat csak a felső tízezer engedhette meg magának, bőrszíntől függetlenül. Mindezek ellensúlyozására a következő évben jótékonysági céllal koncertlemezt adtak ki kizárólag Dél-Afrikában, amelynek bevételeit felajánlották egy süket és vak gyermekeket oktató helyi iskolának.  A koncertlemez az 1979-es Live Killers album egy rövidített változata volt.
| Dátum             | Ország                  | Város    | Helyszín            |
| ----------------- | ----------------------- | -------- | ------------------- |
| 1984. október 5.  | Dél-afrikai Köztársaság | Sun City | Sun City Super Bowl |
| 1984. október 6.  | Dél-afrikai Köztársaság | Sun City | Sun City Super Bowl |
| 1984. október 7.  | Dél-afrikai Köztársaság | Sun City | Sun City Super Bowl |
| 1984. október 12. | Dél-afrikai Köztársaság | Sun City | Sun City Super Bowl |
| 1984. október 13. | Dél-afrikai Köztársaság | Sun City | Sun City Super Bowl |
| 1984. október 14. | Dél-afrikai Köztársaság | Sun City | Sun City Super Bowl |
| 1984. október 18. | Dél-afrikai Köztársaság | Sun City | Sun City Super Bowl |
| 1984. október 19. | Dél-afrikai Köztársaság | Sun City | Sun City Super Bowl |
| 1984. október 20. | Dél-afrikai Köztársaság | Sun City | Sun City Super Bowl |

### Rock in Rio fesztivál, Brazília (1985. január)

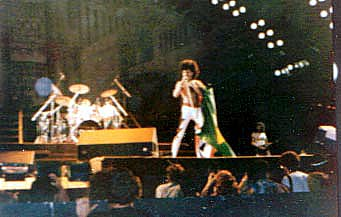
A Rock in Rio fesztiválon

A Queen négy év után 1985 januárjában tért vissza Brazíliába. Az első ízben megrendezett, tíznapos Rock in Rio fesztiválon a Queen mellett az AC/DC, Rod Stewart, a Yes és George Benson voltak a kiemelt fellépők. Mindannyian 2-2 este léptek színpadra olyan nemzetközi előadók társaságában, mint az Iron Maiden, a Whitesnake, Nina Hagen, a Scorpions, Ozzy Osbourne, Al Jarreau, a The B-52’s és a George Bensonnal felváltva headliner James Taylor. A Queen mindkét fellépését filmre vették és a brazil Globo televíziós társaság egész Dél-Amerikában közvetítette. Emellett a helyszínen 250-300 000 fizető néző előtt játszottak esténként, ami világrekordnak számított.
A fesztivál nyitónapjának zárásaként, január 12-én hajnali 2-kor lépett színpadra először a Queen. A műsor gyakorlatilag megegyezett a Dél-Afrikában játszott programmal. Az első ráadásban ugyanúgy, mint a The Works turné többi állomásán, az I Want To Break Free klipjében is látható műmelleket és női parókát magára véve jelent meg Freddie Mercury a brazil közönség előtt, akik fújoltak ugyan, de a brit sajtóban megjelent koncertbeszámolókkal ellentétben nem dobálták meg az énekest. Egy héttel később a második előadáson már nem kerültek elő ezek a kellékek. A majd’ kétórás koncertekből Live in Rio címmel 1985 májusában egy 60 percesre vágott hivatalos koncertvideót adott ki a Queen. A január 20-i második koncerten elhangzott négy és félperces hangszeres és vokális improvizációt tíz évvel később az A Winter’s Tale kislemez B-oldalán kiadták Rock in Rio Blues címmel.
| Dátum            | Ország   | Város          | Helyszín        |
| ---------------- | -------- | -------------- | --------------- |
| 1985. január 12. | Brazília | Rio de Janeiro | Barra da Tijuca |
| 1985. január 19. | Brazília | Rio de Janeiro | Barra da Tijuca |

### Új-Zéland és Ausztrália (1985. április)
Szinte napra pontosan 9 év telt el azóta, hogy a Queen utoljára Ausztráliában turnézott 1976-ban az A Night at the Opera albummal. Az 1985 áprilisára szervezett turnészakaszra három új-zélandi és nyolc ausztráliai koncertet terveztek. A zenekar április 5-én érkezett Új-Zélandra, hogy egy hétig próbáljanak és akklimatizálódjanak. Az új-zélandi koncertekre viszont alig fogytak a jegyek, így az április 11-én Tamoanába, a 13-án Aucklandbe és a 14-én Christchurch-be tervezett előadások közül egyedül az aucklandi koncertet tartották meg. A déli féltekén ősznek számító április ellenére a nyitott Mount Smart rögbi-stadionban lépett fel a Queen. A koncert meglepetésvendége a szintén az országban turnézó Spandau Ballet együttes énekese, Tony Hadley volt, aki a Jailhouse Rockban csatlakozott a Queenhez a színpadon. A turné további része Ausztrália két legnagyobb városában folytatódott. Április 16-20. között Melbourne-ben, április 25-29. között pedig Sydney-ben adtak négy-négy koncertet. A rajongókon kívül néhány apartheid ellenes tüntetés is fogadta a Queent Ausztráliában a Dél-Afrikai fellépéseik okán.
| Dátum             | Ország     | Város     | Helyszín                       |
| ----------------- | ---------- | --------- | ------------------------------ |
| 1985. április 13. | Új-Zéland  | Auckland  | Mount Smart Stadium            |
| 1985. április 16. | Ausztrália | Melbourne | Sports & Entertainments Centre |
| 1985. április 17. | Ausztrália | Melbourne | Sports & Entertainments Centre |
| 1985. április 19. | Ausztrália | Melbourne | Sports & Entertainments Centre |
| 1985. április 20. | Ausztrália | Melbourne | Sports & Entertainments Centre |
| 1985. április 25. | Ausztrália | Sydney    | Entertainments Centre          |
| 1985. április 26. | Ausztrália | Sydney    | Entertainments Centre          |
| 1985. április 28. | Ausztrália | Sydney    | Entertainments Centre          |
| 1985. április 29. | Ausztrália | Sydney    | Entertainments Centre          |

### Japán (1985. május)
Ausztráliából egyenesen Japánba repült az együttes, ahol május 8-tól egy hét alatt öt alkalommal léptek színpadra. Az első két este Tokióban a híres Budokan Hallban játszottak. A május 11-i harmadik tokiói koncertet a Jojogi Arénából közvetítette a rádió. Ugyanennek a koncertnek a filmfelvétele később Final Live in Japan címmel kizárólag Japánban hivatalosan is kiadásra került. A nagojai és az oszakai koncerteken hosszabb programot játszottak. A Crazy Little Thing Called Love után Elton John dala, a Saturday Night’s Alright for Fighting szólalt meg, a ráadásban pedig a Jailhouse Rock-ot bővítették ki Jerry Lee Lewis Whole Lotta Shakin’ Goin’ On számával.
A The Works Tour május 15-én Oszakában véget ért. Az együttes a tervek szerint egy hosszabb pihenőre vonult volna, ám az utolsó pillanatban elfogadták Bob Geldof felkérését a Live Aid segélykoncertre, hogy július 13-án a Wembley Stadionban, Londonban, az egész világ szeme láttára életük fellépést produkálják.
| Dátum           | Ország | Város  | Helyszín                  |
| --------------- | ------ | ------ | ------------------------- |
| 1985. május 8.  | Japán  | Tokió  | Nippon Budókan            |
| 1985. május 9.  | Japán  | Tokió  | Nippon Budókan            |
| 1985. május 11. | Japán  | Tokió  | Jojogi Nemzeti Stadion    |
| 1985. május 13. | Japán  | Nagoja | Aicsi Prefektúrai Stadion |
| 1985. május 15. | Japán  | Oszaka | Osaka-jo Hall             |

## Közreműködők
- Freddie Mercury – ének, zongora, ritmusgitár
- Brian May – elektromos gitár, háttérvokál,gitár
- Roger Taylor – dob, háttérvokál
- John Deacon – basszusgitár, elektromos gitár
- Spike Edney – billentyűsök, elektromos gitár, háttérvokál

## Dalok listája
Jellemző műsor
1. Machines (or 'Back to Humans') (intro)
2. Tear It Up
3. Tie Your Mother Down
4. Under Pressure
5. Somebody to Love
6. Medley:
  1. Killer Queen
  2. Seven Seas of Rhye
  3. Keep Yourself Alive
  4. Liar
7. Improvisation
8. It’s a Hard Life
9. Dragon Attack
10. Now I’m Here
11. Is This the World We Created..?
12. Love of My Life
13. Brian May gitárszóló
14. Brighton Rock (finálé)
15. Another One Bites the Dust
16. Hammer to Fall
17. Crazy Little Thing Called Love
18. Bohemian Rhapsody
19. Radio Ga Ga
20. I Want to Break Free
21. Jailhouse Rock
22. We Will Rock You
23. We Are the Champions
24. God Save the Queen

Ritkán előadott dalok
- Stone Cold Crazy/Great King Rat (medley) (csak Európában)
- Spike Edney szintetizátor-szóló (csak Európában)
- Staying Power (az európai koncertek közel felén)
- Saturday Night's Alright For Fighting
- Whole Lotta Shakin' Goin' On
- Mustapha (intro)
- Sheer Heart Attack (a Jailhouse Rock helyett)
- Not Fade Away (az első londoni koncerten)
- ’39
- Rock in Rio Blues (improvizáció)
- Let Me Out (a gitárszóló részeként)
- My Fairy King (a zongora-improvizáció részeként)
- The March of the Black Queen (a zongora-improvizáció részeként)